# نور أباد (سياوشان)
نور أباد (بالفارسية: نورآباد) هي قرية و مستوطنة تقع في إيران في مركزي. يقدر عدد سكانها بـ 110 نسمة بحسب إحصاء 2016.